# Freimann
Freimann (Betonung auf der zweiten Silbe) ist ein Münchner Stadtteil und bildet zusammen mit dem östlichen Teil Schwabings den Stadtbezirk 12 – Schwabing-Freimann.

## Beschreibung

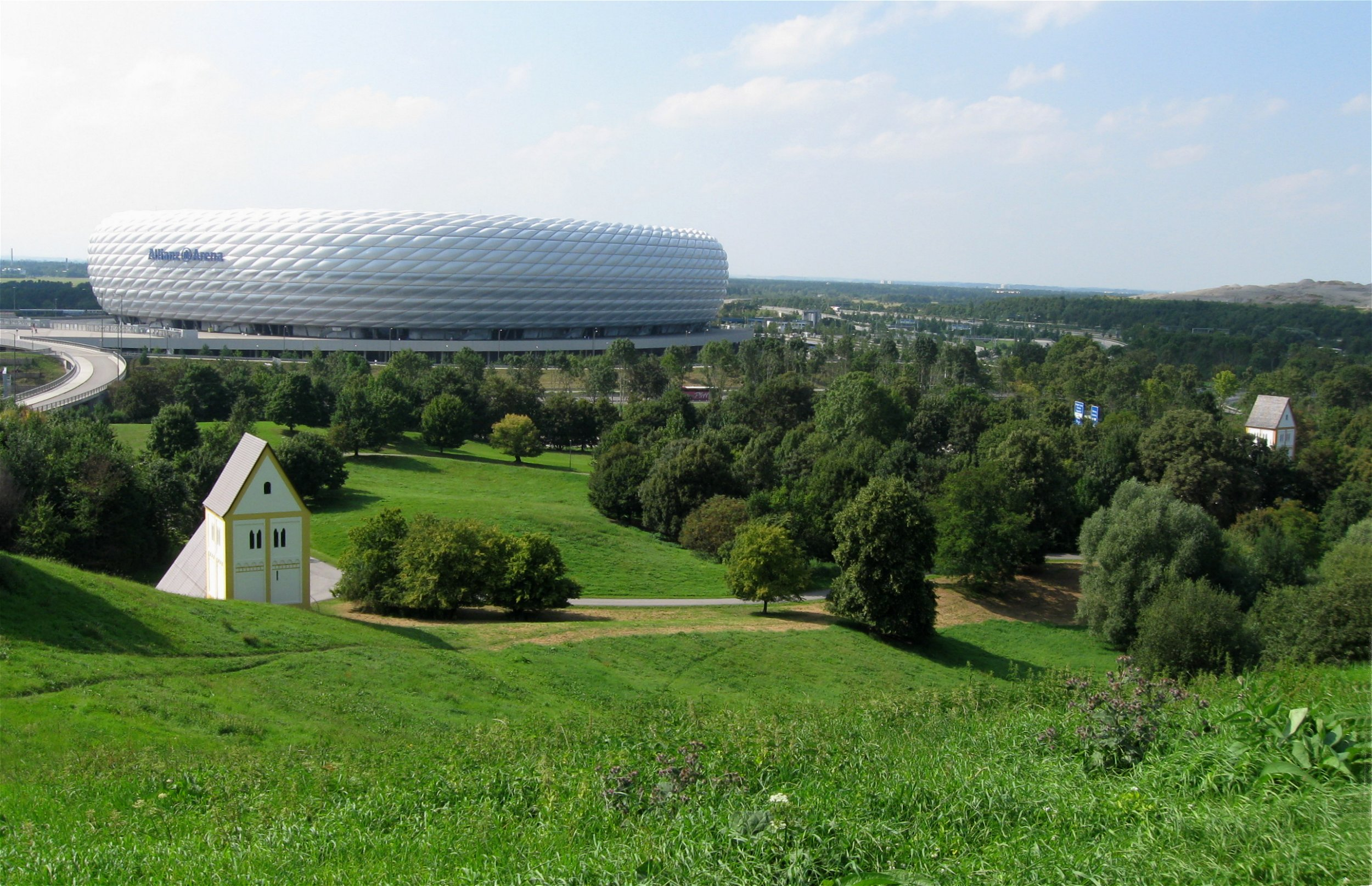
Fröttmaninger Berg, links die Kunstinstallation „Versunkenes Dorf“, rechts die Heilig-Kreuz-Kirche, hinten die Allianz-Arena

Vom Schwesterstadtteil Schwabing im gemeinsamen Stadtbezirk hebt sich Freimann mit seiner intensiven Zergliederung durch Verkehrs- und Industrieinfrastruktur deutlich ab.
In Freimann findet sich eine Kombination von altem Kulturland, den ältesten Kirchen des Stadtgebiets (Hl. Kreuz Fröttmaning, St. Nikolaus), dem Gutshof Großlappen mit Kläranlage und ehemaligen Müllbergen Fröttmaninger Berg und Deponie Nord-West, der Windkraftanlage Fröttmaning und der Windkraftanlage Freimann, der Allianz Arena, Showpalast München, Messe MOC, Moschee, Medien (Studios des Bayerischen Rundfunks, bis 2021 Sitz des Instituts für Rundfunktechnik und Standort des 1954 errichteten 102 Meter hoher Richtfunkturms für die Programmzuspielung zu den Sendestandorten), aber auch Schrebergärten, Einkaufszentren, neuen und über 100 Jahre alten Siedlungen, öffentlichen und privaten Schulen (u. a. die St. George’s – The British International School Munich), den umgestalteten Industriehallen des ehemaligen großen Eisenbahnausbesserungswerks Zenith und Motorworld München, der Mohr-Villa und dem Metropoltheater. Auf den bisher ungenutzten Freiflächen rund um die Hochbrücke Freimann ist ein Ort für Subkultur in Planung.
In Freimann (wozu der Bezirksteil „Obere Isarau,“ sowie Teile Neufreimanns und der Hirschau gehören) leben mehr als 30 000 Menschen.

## Lage
Freimann umfasst mehrere Stadtviertel, im Süden schließt sich Schwabing an, mit dem es den Stadtbezirk 12 – Schwabing-Freimann bildet. Als Grenze fungiert im Wesentlichen die Eisenbahnstrecke Nordring. Nur zwei kleine Ausschnitte südlich der Gleise des Nordrings gehören noch zu Freimann: Davon liegt der eine westlich der Trambahngleise der Tram 23 und nördlich der Domagkstraße und der zweite östlich der Ungererstraße und nördlich der Crailsheimstraße sowie westlich der Rohmederstraße. Im Westen bilden die Leopoldstraße und später in etwa die Ingolstädter Straße die Grenze zum Stadtbezirk 11 – Milbertshofen-Am Hart, so gehört beispielsweise die östlich der Ingolstädter Straße gelegene Siedlung Kaltherberge nicht zu Freimann. Im Osten endet der Stadtteil an der Isar. Im Norden erstreckt sich Freimann bis zur Gemeindegrenze von Oberschleißheim und der Stadtgrenze von Garching.

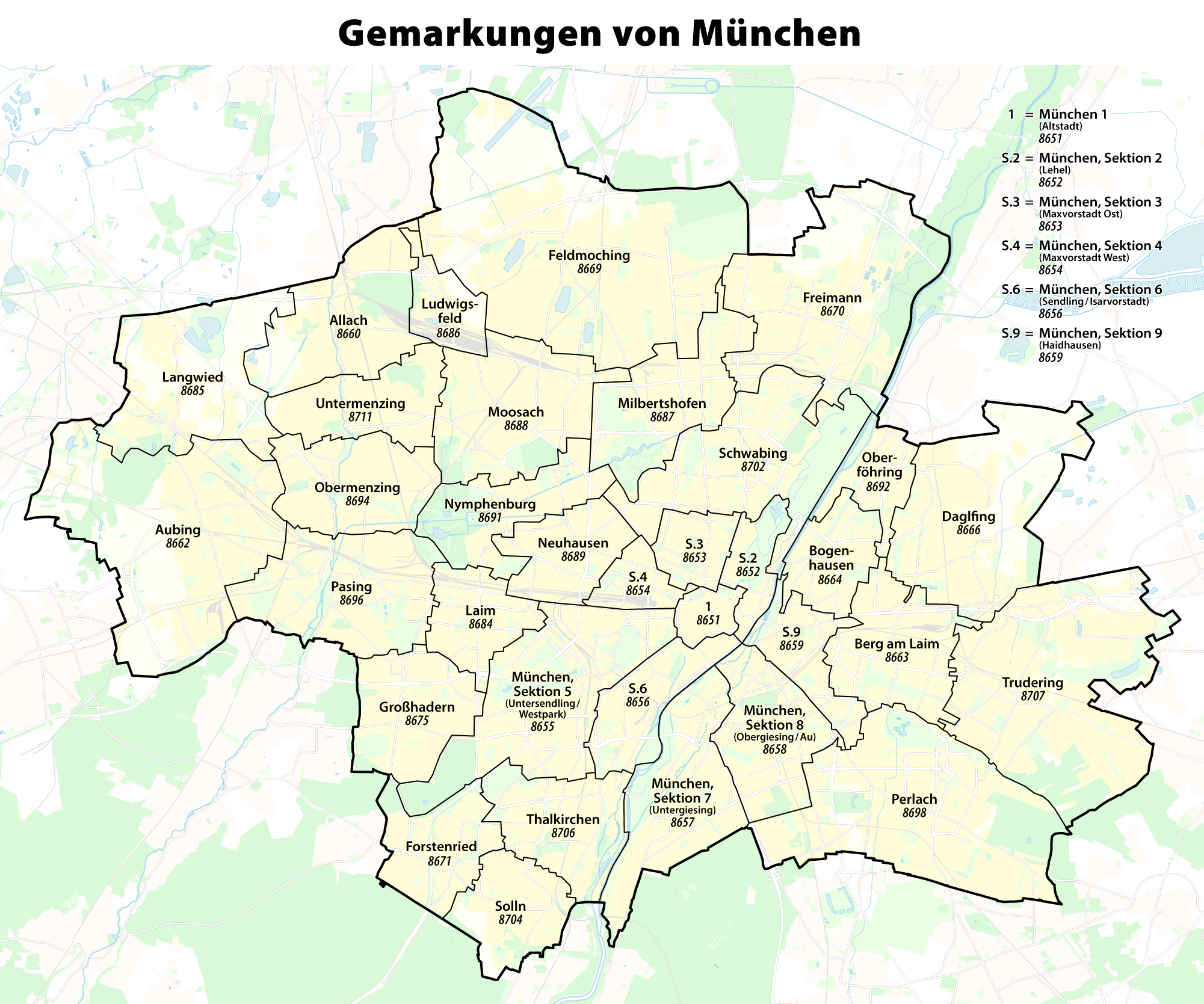
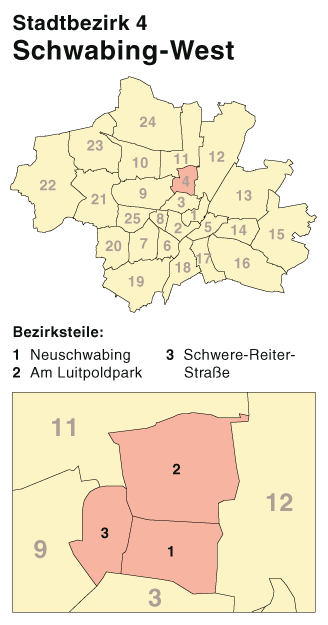
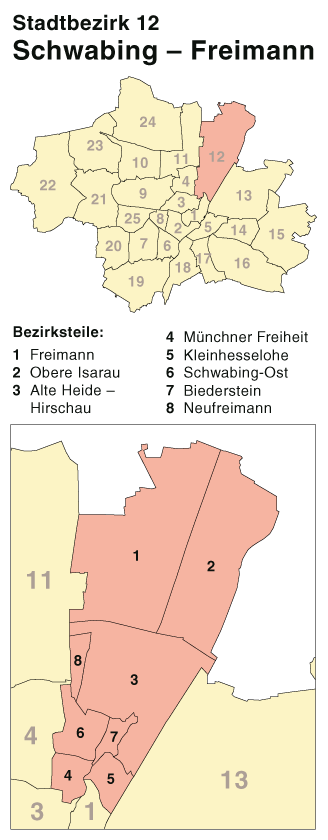

## Bildung und Kultur
- Veranstaltungshalle Zenith
- St. Nikolaus, St.-Nikolaus-Platz 1
- St. Katharina von Siena, Pferggasse 2A.
- Hoffnungskirche, Carl-Orff-Bogen 217
- Kulturzentrum Freimann in der 1870 erbauten Mohr-Villa an der Situlistraße. U.a. Regensausweichquartier und fester Vorstellungsort der Herbstspielzeit des Münchner Sommertheaters.
- Metropol-Theater, Floriansmühlstraße
- Außenstelle Freimann der Münchner Volkshochschule, Keilberthstraße 6, 2. Stock
- Jugendzentrum LOK Freimann
- Jugendzentrum Freizeittreff Freimann
- Montessori Fachoberschule München, Langfeldstraße 6
- St. George’s – The British International School Munich, Heidemannstraße 182

## Geschichte

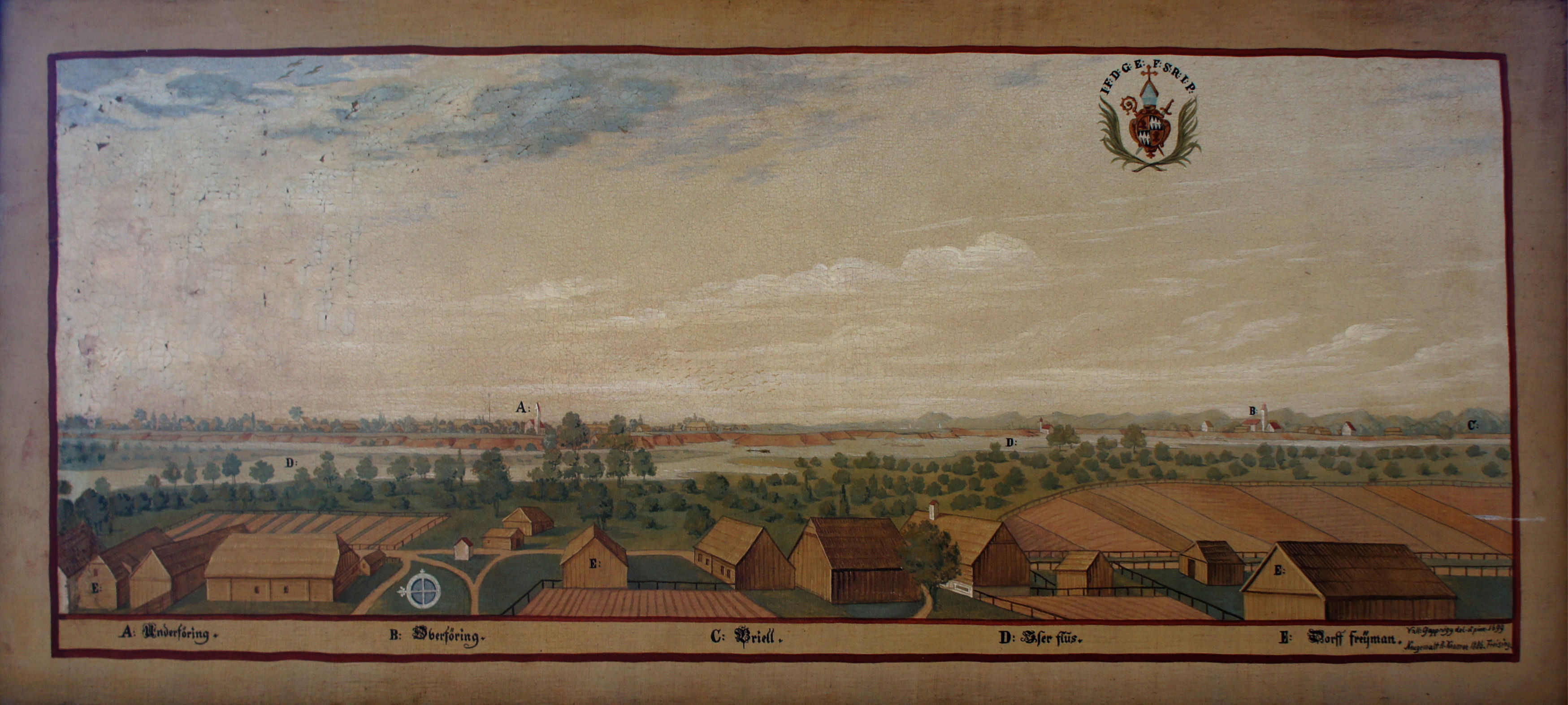
Freimann 1699 auf einem Gemälde im Fürstengang in Freising

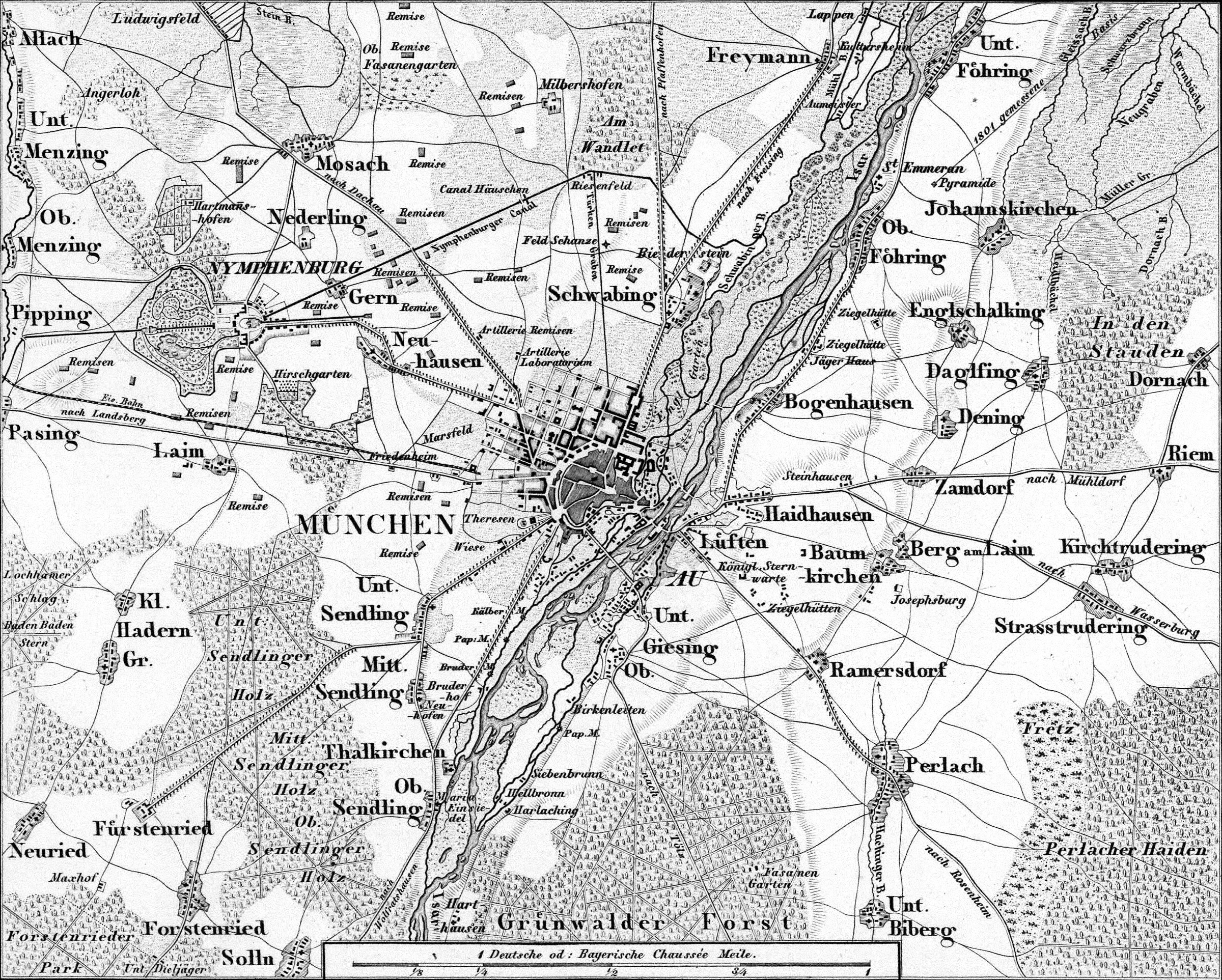
„Freymann“ auf einer Karte von 1856

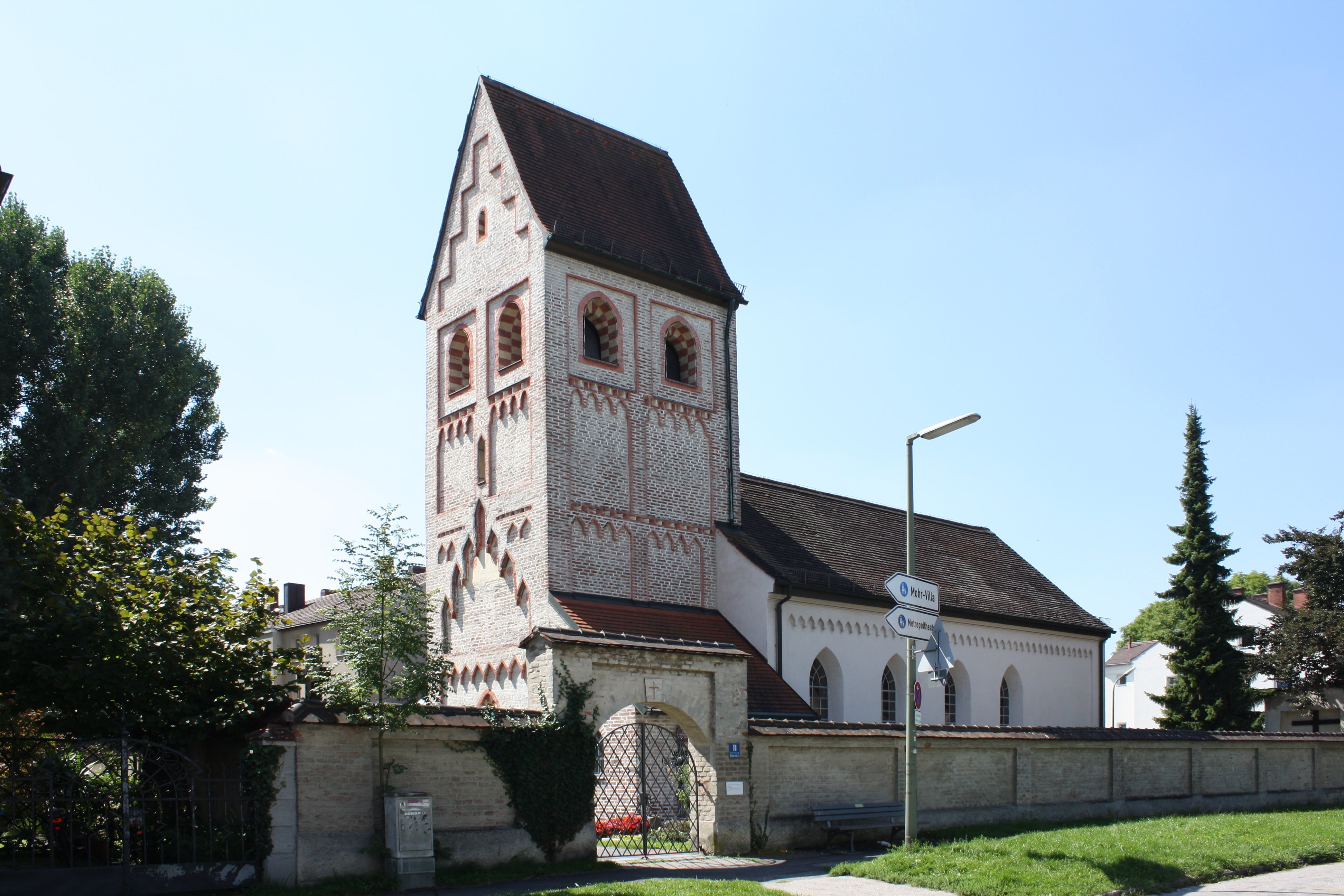
St. Nikolaus

Freimann, namensgebender Teil des Stadtbezirks, wurde erstmals zwischen 948 und 957 als ad Frienmannun urkundlich erwähnt.
Die alte Dorf- und erste Pfarrkirche Freimanns wurde schon um 1039 genannt. Ursprünglich der Hl. Margaretha gewidmet, wurde das Patrozinium im Jahre 1739 zu St. Nikolaus gewechselt. Diese stellt zusammen mit den Flurstücken um die heutige Heinrich-Groh-Straße den historischen Ortskern dar. Dieser umfasste jahrhundertelang nur wenige Höfe. Die Bauern hatten in der Regel einen Grundherrn, dem gegenüber sie zinspflichtig waren. In Freimann waren diese oft kirchliche Einrichtungen, wie zum Beispiel das Domkapitel Freising und die Klöster Weihenstephan, Tegernsee und Andechs. Aber auch Bürger Münchens traten als Grundherrn auf, bei nur einem Hof war der bewirtschaftende Bauer im Eigenbesitz des Anwesens.
1500 werden vierzehn Anwesen erwähnt, davon sind vier große Höfe. Auch noch 1760 gibt es nur dreizehn Anwesen. Dass Freimann in dieser Zeit nicht wächst, ist auf dessen Lage in der Münchner Schotterebene zurückzuführen, deren Flächen nur wenig fruchtbar sind. Zudem werden die östlichen Gebiete des Dorfs regelmäßig von der Isar überschwemmt. Wenigstens ergaben sich somit für die Bauern auf diesen Flächen geeignete Weidemöglichkeiten für das Vieh. Auch Handwerksbetriebe siedelten sich in Freimann an, darunter 1670 ein Schmied (Bärtlmes Schmölz), dessen Haus noch bis ins 20. Jahrhundert den Namen Beim Schmied trug. Gleiches deutet der Hausname „Beim Schuster“ an, dort lebte und arbeitete der erste Schuhmacher Freimanns seit 1680. Auf dem Ulmannhof lässt sich 1582 der erste Freimanner Wirt nachweisen, später saß hier auch um 1762 der erste Zimmermann.
Im Zuge der bayerischen Verwaltungsreform 1808 wurde die (Steuer-)Gemeinde Freimann gegründet, zusammen mit der Gemeinde Milbertshofen bildete sie den Steuerdistrikt Freimann im Bezirksamt München. Zur Gemeinde gehörten fortan auch die Ortsteile Kultursheim (heute Kulturheim), Lappen (siehe Klein- & Großlappen), das damals gerade entstehende Neufreimann und die Ortschaft Fröttmaning.
Aufgrund der Gemeindereform mussten auch Gemeindeausschüsse gewählt werden, die für die öffentliche Ruhe, Sicherheit und Ordnung sorgen sollten. Sie mussten unter anderem auch Verehelichungen zustimmen und wirkten bei der Schul- und Bauaufsicht mit. Erster Gemeindevorsteher war 1834/1835 Mathias Herrmann. Nach dem letzten Bürgermeister vor der Eingemeindung nach München Anton Reischl (1925–1931) ist der Reischlweg benannt. Auch Josef Raps, der 1924 für den im Amt verstorbenen Dr. Peter Schloderer den Bürgermeisterposten stellvertretend übernahm, ist Namensgeber einer Straße in Freimann.

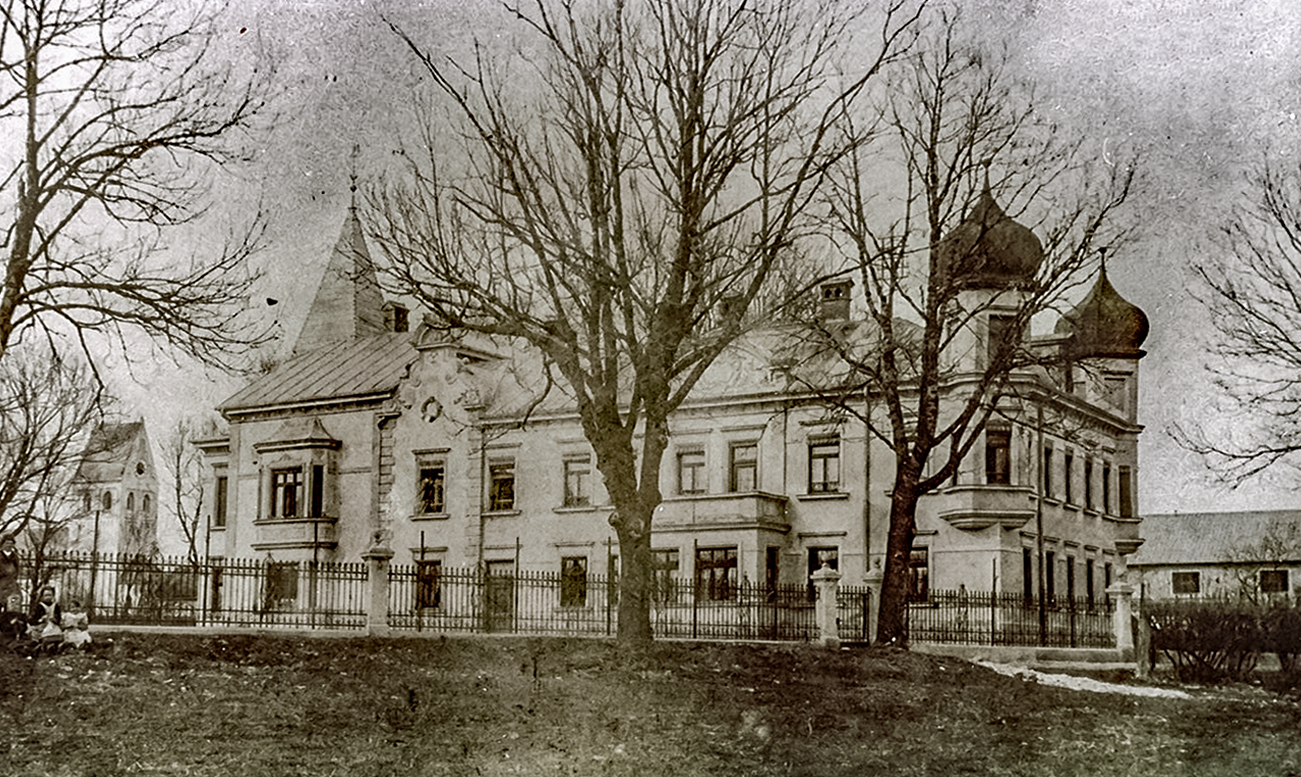
Die Groh-Villa in Freimann um 1910

Die landwirtschaftlichen Betriebe verlegten ihren Schwerpunkt vom weniger rentablen Feldbau zur Viehzucht, zunächst hauptsächlich Rinder und Schafe, später auch Schweine. Das größte landwirtschaftliche Anwesen im Hauptort war der Groh'sche Gutshof der durch Zukauf weiterer Bauernanwesen und landwirtschaftlichen Flächen (unter anderem das Gut Kleinlappen) im Laufe des 19. Jahrhunderts zu enormen Grundbesitz ausgeweitet wurde. Heinrich Groh verlegte sich um und nach 1900 mehr und mehr auf das Immobiliengeschäft, dadurch konnte er das Wohnhaus des Gutshofs in eine gewaltige dreitürmige herrschaftliche Villa ausbauen. Zu dem umfangreichen Grundbesitz der Familie Groh gehörte fast der gesamte Bereich zwischen dem Freimanner Ortskern und dem Nordrand des Nordfriedhofs. Durch die Verkäufe an die Stadt München und die Gemeinde Freimann konnten unter anderem die Projekte Israelitischer Friedhof Schwabing und die Gartenstadt Alt-Freimann verwirklicht werden. Die Groh-Villa (Situlistraße 51a) die südöstlich der Nikolauskirche steht, ist in ihrer Grundstruktur mit ihren 3 Türmen erhalten, aber aufgrund umfassenden Modernisierungsmaßnahmen als solche nicht mehr wiederzuerkennen. Gegen Ende des 19. Jahrhunderts entstanden durch das veränderte Essverhalten der Bevölkerung und die wachsende Bevölkerung, die sich zunehmend nicht mehr selbst versorgte, gewerbliche Schweinemäster, Schlachthausanlagen und 1890 eröffnete die erste Metzgerei (Johann Amberger). 1860 gab es den ersten Kramerladen beim Pfeiferhof. 1931 wurden 40 Lebensmittelgeschäfte gezählt, zum Beispiel Brot-, Wurst-, Fleisch-, Obst- und Gemüseläden.

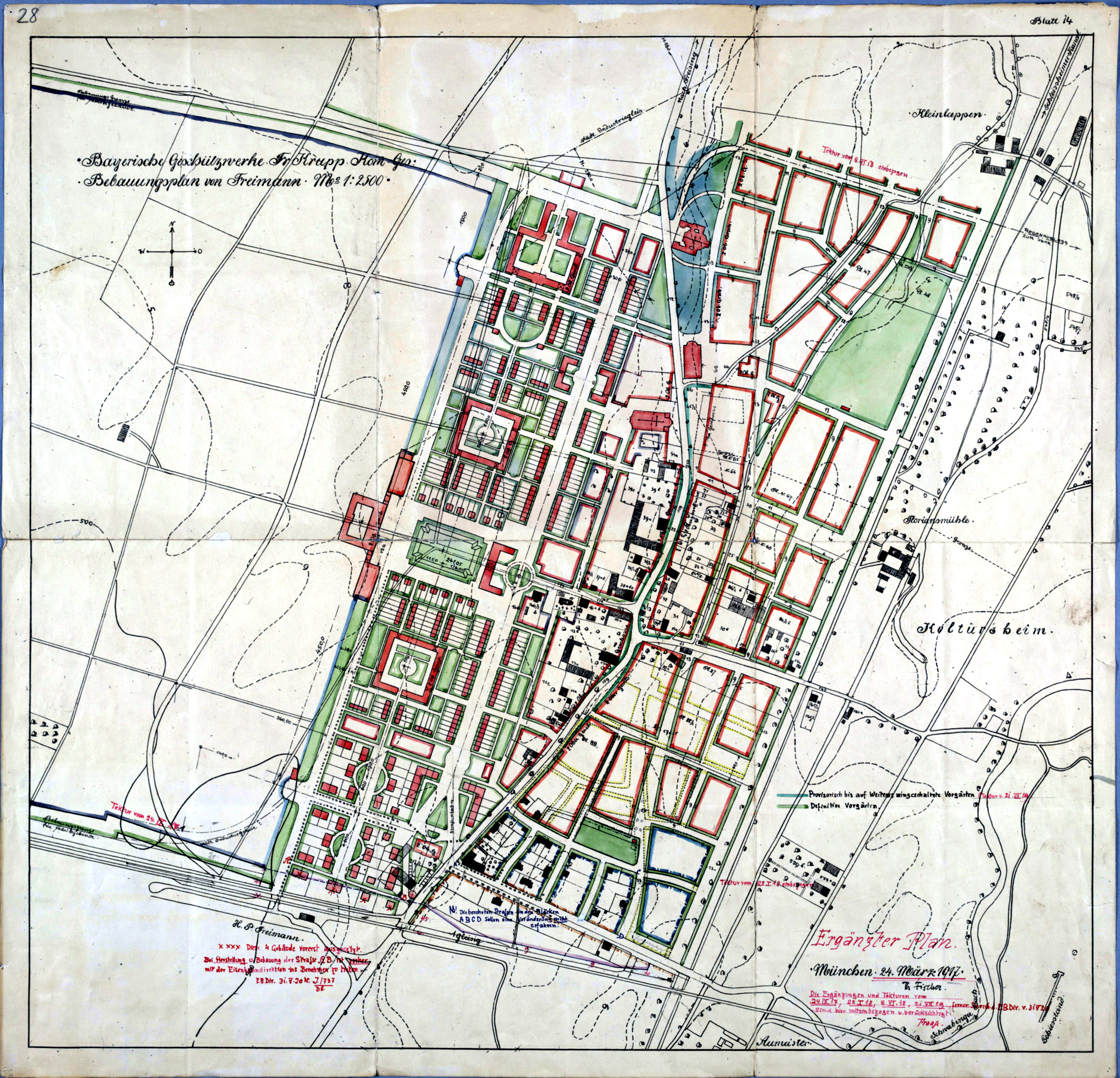
Bebauungsplan für die Arbeiterwohnungen der Bayerischen Geschützwerke Freimann (aus dem das Bahnausbesserungswerk hervorging), südöstlich der Nikolauskirche ist die Groh-Villa mit seinen Ökonomiegebäuden eingezeichnet.

1927 wurde neben dem neu erbauten Reichsbahn-Ausbesserungswerk Freimann eine Großwohnsiedlung für die Arbeiter des Werks erbaut, 1932 erfolgte der Bau einer sogenannten Reichskleinsiedlung zwischen der damaligen Freisinger Landstraße (heute Trasse der A9) und dem Schleißheimer Kanal. Freimann wurde mit seinen Ortsteilen am 1. Oktober 1931 nach München eingemeindet. Mit dem Bau der später so benannten Bayern-Kaserne, deren Gelände zur Zeit Baugebiet für eine große neue Siedlung ist, begann 1936 der Ausbau Neufreimanns zu einem großen Kasernenviertel neben dem bereits seit 1880 bestehenden Militärschießplatz. 1932 wurde das Familienbad Floriansmühle eröffnet.
Gegen Ende des Zweiten Weltkriegs befand sich hier in der Papierfabrik Josef Wirth das Zentralarchiv der NSDAP mit über 10 Millionen Mitglieder-Karten, das dorthin geschafft worden war, um es einzustampfen. Die Kartei wurde nicht vernichtet, sondern ging an das Berlin Document Center.
Als 1947 die Bezirksausschüsse ins Leben gerufen wurden, wurde Freimann mit Schwabing zusammengelegt. Mit einem Beschluss vom 2. Februar 1954 legte der Stadtrat schließlich den Namen des neu entstandenen Bezirks als Schwabing-Freimann fest. Nach dem Ende des Zweiten Weltkriegs gehörte München zur Amerikanischen Besatzungszone. Die Amerikanische Militärverwaltung richtete in Freimann das DP-Lager Neu-Freimann ein zur Unterbringung jüdischer Displaced Persons (DP). Zu diesem Zweck wurde die Arbeitersiedlung Kaltherberge beschlagnahmt. Das Lager beherbergte über 2.000 DPs und wurde von einem Team der UNRRA betreut. Nach Konflikten mit den Siedlungsbewohnern wurde das Lager im Juni 1949 geschlossen, und das Gelände wurde an die Siedler zurückgegeben. Die DPs erhielten Wohnraum in der Ingolstädter Straße zugeteilt. Außer dem Lager Neu-Freimann gab es ein Durchgangslager für DPs in der ehemaligen Funkkaserne (heute: Domagkpark).
Die letzte bestehende Kaserne ist die Fürst-Wrede-Kaserne zwischen Ingolstädter Straße und Grusonstraße. Auf einer Teilfläche von ca. 30 Hektar entstand hier das 2017 eröffnete Nachwuchsleistungszentrum des FC Bayern.
Nördlich der Heidemannstraße wurden ab 1948 auf Teilen des damaligen Truppenübungsplatzes zwei Siedlungen errichtet (Kieferngarten- und Grusonsiedlung), in denen insbesondere Vertriebene aus den ehemaligen deutschen Ostgebieten neuen Wohnraum fanden.
Westlich des alten Ortskerns, auf einem Teilgelände des ehemaligen Eisenbahnausbesserungswerks an der Lilienthalallee, befindet sich das vom US-Architekten Helmut Jahn geplante Veranstaltungscenter MOC, das von der Messe München GmbH betrieben wird.

## Baudenkmäler
Liste der Baudenkmäler in München/Freimann

## Natur
- Fröttmaninger Heide
- Fröttmaninger Berg

## Verkehr
Freimann ist verkehrstechnisch gut erschlossen: Im Süden verläuft der Mittlere Ring in West-Ost-Richtung, die Bundesstraße 11 durchquert den östlichen Teil Freimanns als Ungererstraße, Situlistraße und Freisinger Landstraße von Süden nach Norden. Die Bundesautobahn 9 (München–Berlin) verläuft parallel zur B 11 und erschließt Freimann mit den Anschlussstellen München–Frankfurter Ring, München–Freimann und München–Fröttmaning-Süd.
An das Netz des MVV ist Freimann durch die U-Bahn-Linie U6 mit den Stationen Studentenstadt, Freimann, Kieferngarten und Fröttmaning angeschlossenen. In Fröttmaning befindet sich zudem die Technische Basis der U-Bahn München.